# Oleszna (potok)
Oleszna – potok, lewy dopływ Ślęzy o długości 19,71 km.
Potok płynie na Przedgórzu Sudeckim, w woj. dolnośląskim. W strefie źródliskowej na terenie Ślężańskiego Parku Krajobrazowego potok powstaje z kilku bezimiennych górskich potoków, których źródła usytuowane są w południowej części Masywu Ślęży, na południe od szczytu Raduni, na wysokości od 290 do 320 m n.p.m. Potoki spływają wartkim prądem w kierunku południowo-wschodnim, płytkimi dolinkami i łączą się ze sobą przed miejscowością Uliczno. Za Ulicznem potok opuszcza Ślężański Park Krajobrazowy i wpływa na otwarty teren Kotliny Dzierżoniowskiej, przez którą wśród pól uprawnych i łąk płynie na wschód. W środkowym biegu w okolicy miejscowości Oleszna skręca na północ i przepływa między Wzgórzami Oleszeńskimi i Łagiewnickimi. Następnie przepływa przez Piotrówek. Za miejscowością Tomice skręca na północny wschód w kierunku Ślęzy, do której wpada w Jordanowie Śląskim.
Zasadniczy kierunek biegu potoku jest północno-wschodni. Oleszna odwadnia południowe i wschodnie zbocze Masywu Ślęży, południowe zbocze Wzgórz Oleszeńskich, Kotlinę Dzierżoniowską, a w dolnym biegu Wzgórza Łagiewnickie. W górnym biegu jest dziki, w dalszym uregulowany.